# 佐野弘宜
佐野 弘宜（さの こうき、1983年9月6日 - ）は、宝生流能楽師。
同じく宝生流能楽師・佐野由於の次男。

## 略歴
4歳の時、18代宗家・宝生英雄に入門。19代宗家宝生英照、および父に師事し、同年、能「鞍馬天狗」にて初舞台を踏む。
東京芸術大学音楽学部、同大学院を修了後、2008年（平成20年）、能「経政」にて初シテ。2010年（平成22年）より、20代宗家宝生和英のもと、内弟子修業を積み、独立。
2018年、「道成寺」披キ。
2019年、「乱　和合」披キ。
東京、北陸三県を中心に活動。